# Premio Feroz per il miglior film drammatico
Il Premio Feroz per il miglior film drammatico è un premio cinematografico assegnato ogni anno dal 2014 nell'ambito dei Premi Feroz, creati dall'Associazione dei Giornalisti Cinematografici di Spagna.

## Albo d'oro
I vincitori sono indicati in grassetto, a seguire gli altri candidati.

### Anni 2014-2019
- 2014: Stockholm, regia di Rodrigo Sorogoyen[1]
  - Caníbal, regia di Manuel Martín Cuenca.
  - Il ricatto (Grand Piano), regia di Eugenio Mira
  - La herida, regia di Fernando Franco
  - Todos queremos lo mejor para ella, de Mar Coll
- 2015: La isla mínima, regia di Alberto Rodríguez Librero[2]
  - 10.000 Km, regia di Carlos Marques-Marcet
  - Hermosa juventud, regia di Jaime Rosales
  - Loreak, regia di Jon Garaño e Jose Mari Goenaga
  - Magical Girl, regia di Carlos Vermut

- 2016: La novia, regia di Paula Ortiz[3]
  - A cambio de nada, regia di Daniel Guzman
  - El desconocido, regia di Daniel de la Torre
  - Techo y comida, regia di Juan Miguel del Castillo
  - Truman - Un vero amico è per sempre (Truman), regia di Cesc Gay